# Saint-Jean-de-Ceyrargues
Saint-Jean-de-Ceyrargues este o comună în departamentul Gard din sudul Franței. În 2009 avea o populație de 158 de locuitori.

## Evoluția populației
| An        | 1975 | 1982 | 1990 | 1999 | 2006 | 2009 |
| --------- | ---- | ---- | ---- | ---- | ---- | ---- |
| Populație | 109  | 117  | 155  | 156  | 161  | 158  |